# Iona opelli
Espèce
Synonymes
- Ligurra opelli Berry, Beatty & Prószyński, 1997

Iona opelli est une espèce d'araignées aranéomorphes de la famille des Salticidae.

## Distribution
Cette espèce est endémique des îles Carolines. Elle se rencontre aux Palaos et aux États fédérés de Micronésie à Pohnpei.

## Description
Les mâles mesurent de 2,9 à 3,3 mm et les femelles de 3,6 à 4,7 mm.

## Systématique et taxinomie
Cette espèce a été décrite sous le protonyme Ligurra opelli par Berry, Beatty et Prószyński en 1997. Elle est placée dans le genre Iona par en Bopearachchi & Benjamin, 2021.

## Étymologie
Cette espèce est nommée en l'honneur de Brent D. Opell.

## Publication originale
- Berry, Beatty & Prószyński, 1997 : « Salticidae of the Pacific Islands. II. Distribution of nine genera, with descriptions of eleven new species. » Journal of Arachnology, vol. 25, no 2, p. 109-136 (texte intégral).